# Torische Varietät
Eine torische Varietät ist eine spezielle algebraische Varietät und damit ein Objekt aus der algebraischen Geometrie, einem Teilgebiet der Mathematik. Das Studium torischer Varietäten wird auch als torische Geometrie bezeichnet. Torische Varietäten haben die Besonderheit, dass eine enge Verbundenheit zur konvexen Geometrie besteht.

## Definitionen

### Algebraischer Torus
Ein algebraischer Torus {\displaystyle T} über {\displaystyle \mathbb {C} } ist eine algebraische Gruppe, die isomorph zu einer algebraischen Gruppe der Form {\displaystyle \mathbb {C} ^{\ast }\times \dotsb \times \mathbb {C} ^{\ast }} ist.
Die Charaktere von {\displaystyle T} sind Morphismen {\displaystyle \chi \colon T\rightarrow \mathbb {C} ^{*}}, die gleichzeitig Gruppenhomomorphismen sind. Die Charaktere bilden eine freie abelsche Gruppe {\displaystyle M}.  Analog dazu sind die 1-Parameter Untergruppen von {\displaystyle T} definiert als die Morphismen {\displaystyle \lambda \colon \mathbb {C} ^{*}\rightarrow T}, die Gruppenhomorphismen sind. Diese bilden ebenfalls eine freie abelsche Gruppe {\displaystyle N} und es gibt eine natürliche bilineare Abbildung {\displaystyle \langle ~,~\rangle \colon M\times N\rightarrow \mathbb {Z} } mit welcher man {\displaystyle N} mit {\displaystyle {\text{Hom}}_{\mathbb {Z} }(M,\mathbb {Z} )} und {\displaystyle M} mit {\displaystyle {\text{Hom}}_{\mathbb {Z} }(N,\mathbb {Z} )} identifizieren kann. Man erhält einen kanonischen Isomorphismus {\displaystyle N\otimes _{\mathbb {Z} }\mathbb {C} ^{*}\cong T} via {\displaystyle u\otimes t\mapsto \lambda ^{u}(t)}.
Im Falle {\displaystyle T=(\mathbb {C} ^{*})^{n}} lässt sich zeigen, dass alle Charaktere von der Form
{\displaystyle \chi ^{m}\colon (\mathbb {C} ^{*})^{n}\rightarrow \mathbb {C} ^{*},(t_{1},\dots ,t_{n})\mapsto t_{1}^{a_{1}}\cdots t_{n}^{a_{n}}{\text{ mit }}m=(a_{1},\dots a_{n})\in \mathbb {Z} ^{n}}
und alle 1-Parameter Untergruppen von der Form
{\displaystyle \lambda ^{u}\colon \mathbb {C} ^{*}\rightarrow (\mathbb {C} ^{*})^{n},t\mapsto (t^{b_{1}},\dots ,t^{b_{n}}){\text{ mit }}u=(b_{1},\dots b_{n})\in \mathbb {Z} ^{n}}
sind. In diesem Fall gilt {\displaystyle M\cong \mathbb {Z} ^{n}} und {\displaystyle N\cong \mathbb {Z} ^{n}} und die bilineare Abbildung ist das Skalarprodukt.

### Torische Varietäten alstorische Einbettungen
Eine torische Varietät ist eine irreduzible algebraische Varietät {\displaystyle X}, die einen algebraischen Torus {\displaystyle T} als eine Zariski-offene Teilmenge enthält, sodass die Gruppenverknüpfung des Torus sich zu einer algebraischen Gruppenoperation
{\displaystyle T\times X\to X} des Torus auf der ganzen Varietät fortsetzen lässt. Hierbei meint algebraisch, dass die Gruppenoperation durch einen Morphismus algebraischer Varietäten gegeben ist.
Bei manchen Autoren wird zusätzlich verlangt, dass eine torische Varietät normal ist. Dabei heißt eine algebraische Varietät normal, falls in jedem Punkt der Varietät der lokale Ring ein normaler Ring ist.

## Konstruktionen affiner torischer Varietäten
Aus obiger abstrakten Definition ist nicht ersichtlich wie die Verbindung zur konvexen Geometrie entstehen. Im folgenden Abschnitt sind drei äquivalente Konstruktionen affiner torischer Varietäten aufgeführt. Das heißt, man erhält jede affine torische Varietät durch jede der folgenden Konstruktionen.

### 1. Konstruktion
Es sei {\displaystyle T} ein Torus mit Charaktergitter {\displaystyle M}. Man betrachte eine endliche Teilmenge {\displaystyle {\mathfrak {A}}=\{m_{1},\dots ,m_{s}\}\subseteq M} mit den zugehörigen Charakteren {\displaystyle \chi ^{m_{i}}\colon T\rightarrow \mathbb {C} ^{*}}. Definiere die Abbildung
{\displaystyle \Phi _{\mathfrak {A}}:T\rightarrow \mathbb {C} ^{s},\quad \Phi _{\mathfrak {A}}(t)=(\chi ^{m_{1}}(t),\dots ,\chi ^{m_{s}}(t))}
und {\displaystyle Y_{\mathfrak {A}}} als den Zariski-Abschluss von {\displaystyle {\text{Im}}(\Phi _{\mathfrak {A}})}. Dann ist {\displaystyle Y_{\mathfrak {A}}} eine affine torische Varietät, deren Torus das von {\displaystyle {\mathfrak {A}}} erzeugte Untergitter {\displaystyle \mathbb {Z} {\mathfrak {A}}} als Charaktergitter besitzt. Die Dimension von {\displaystyle Y_{\mathfrak {A}}} ist gleich dem Rang des Gitters {\displaystyle \mathbb {Z} {\mathfrak {A}}}.

### 2. Konstruktion

#### Polyedrische Gitterkegel
Sei {\displaystyle N} ein Gitter, das heißt eine freie abelsche Gruppe von endlichem Rang. Ein konvexer rationaler polyedrischer {\displaystyle N}-Kegel ist
ein konvexer Kegel im Vektorraum {\displaystyle N_{\mathbb {R} }=N\otimes _{\mathbb {Z} }\mathbb {R} }, der von endlich vielen Vektoren aus {\displaystyle N} erzeugt wird. Im Folgenden sprechen wir kurz von einem {\displaystyle N}-Kegel.
Jedem {\displaystyle N}-Kegel {\displaystyle \sigma } kann ein dualer Kegel {\displaystyle \sigma ^{\vee }} zugeordnet werden. Dazu betrachtet man zum dualen Gitter {\displaystyle M=Hom(N,\mathbb {Z} )} den dualen Vektorraum {\displaystyle M_{\mathbb {R} }=M\otimes _{\mathbb {Z} }\mathbb {R} } und definiert
{\displaystyle \sigma ^{\vee }=\{u\in M|\langle u,v\rangle \geq 0~\forall v\in \sigma \}}.

#### Torische Varietäten aus Gitterkegeln
Einem {\displaystyle N}-Kegel {\displaystyle \sigma } wird zunächst sein dualer Kegel {\displaystyle \sigma ^{\vee }} zugeordnet. Zu diesem betrachtet man die kommutative Halbgruppe {\displaystyle S_{\sigma }=\sigma ^{\vee }\cap M}. Es stellt sich heraus (Lemma von Gordan), dass diese Halbgruppe endlich erzeugt ist und die Monoidalgebra {\displaystyle \mathbb {C} [S_{\sigma }]} daher eine endlich erzeugte kommutative {\displaystyle \mathbb {C} }-Algebra ist. Das Maximalspektrum {\displaystyle U_{\sigma }:={\text{Specm}}(\mathbb {C} [S_{\sigma }])} dieser Algebra hat dann die Struktur einer affinen torischen Varietät.
Der Torus von {\displaystyle U_{\sigma }} ist  {\displaystyle T_{N}:=N\otimes _{\mathbb {Z} }\mathbb {C} ^{*}}genau dann, wenn {\displaystyle \sigma } ein spitzer Kegel ist. Des Weiteren lässt sich zeigen, dass {\displaystyle U_{\sigma }} dann sogar normal ist.

### 3. Konstruktion
Sei {\displaystyle L\subseteq \mathbb {Z} ^{s}}ein Untergitter.
- Ein Ideal der Form {\displaystyle I_{L}=\langle x^{\alpha }-x^{\beta }:\alpha ,\beta \in \mathbb {N} ^{s}{\text{ und }}\alpha -\beta \in L\rangle } heißt Gitterideal.
- Gitterideale, die Primideale sind, heißen torische Ideale.

Sei {\displaystyle I} ein torisches Ideal. Dann ist {\displaystyle V(I)} eine affine torische Varietät.
Für eine torische Varietät {\displaystyle Y_{\mathfrak {A}}}, die wie in der 1. Konstruktion gegeben ist. Dann gibt es eine induzierte Abbildung {\displaystyle {\hat {\Phi }}_{\mathfrak {A}}:\mathbb {Z} ^{s}\rightarrow M,\quad e_{i}\mapsto m_{i}}. Der Kern dieser Abbildung {\displaystyle L:={\text{ker}}({\hat {\Phi }}_{\mathfrak {A}})} ist ein Untergitter von {\displaystyle \mathbb {Z} ^{s}} und es gilt: {\displaystyle I_{L}=I(Y_{\mathfrak {A}})}.

## Beispiele

### Neilsche Parabel als affine torische Varietät
Die Neilsche Parabel {\displaystyle C=V(x^{3}-y^{2})\subseteq \mathbb {C} ^{2}} ist eine affine torische Varietät. Denn sie enthält den Torus {\displaystyle \mathbb {C} ^{*}} als offene Teilmenge:
{\displaystyle C\setminus \{0\}=C\cap (\mathbb {C} ^{*})^{2}=\{(t^{2},t^{3}):t\in \mathbb {C} ^{*}\}\cong \mathbb {C} ^{*}}.
Für {\displaystyle {\mathfrak {A}}=\{2,3\}\subset \mathbb {Z} } und
{\displaystyle \Phi _{\mathfrak {A}}\colon \mathbb {C} ^{*}\rightarrow \mathbb {C} ^{2},\quad t\mapsto (t^{2},t^{3})}
erhält man: {\displaystyle C=Y_{\mathfrak {A}}={\overline {{\text{Im}}(\Phi _{\mathfrak {A}})}}}.
Betrachtet man die von {\displaystyle {\mathfrak {A}}} erzeugte affine Halbgruppe {\displaystyle S=\mathbb {N} {\mathfrak {A}}=\{0,2,3,\dots \}}, dann gilt {\displaystyle {\text{Specm}}(\mathbb {C} [S])=C}. Da {\displaystyle C} allerdings nicht normal ist, kann {\displaystyle S} nicht von der Form {\displaystyle S=\sigma ^{\vee }\cap \mathbb {Z} } sein, wobei {\displaystyle \sigma } ein spitzer Kegel ist.
Das Verschwindungsideal {\displaystyle (x^{3}-y^{2})\in \mathbb {C} [x,y]} ist ein torisches Ideal zu dem von {\displaystyle (3,0),(0,2)\in \mathbb {Z} ^{2}} erzeugten Gitter.

### Torische Varietät zu einem Kegel
Es sei der Kegel {\displaystyle \sigma ={\text{cone}}(e_{1},e_{2},e_{1}+e_{2}+2e_{3})\subseteq \mathbb {R} ^{3}} gegeben. Dann ist der duale Kegel gegeben durch {\displaystyle \sigma ^{\vee }={\text{cone}}(e_{3},2e_{1}-e_{3},2e_{2}-e_{3})}. Nun bestimmt man die Erzeuger der affinen Halbgruppe
{\displaystyle S=\sigma ^{\vee }\cap \mathbb {Z} ^{3}}. Also eine Menge {\displaystyle {\mathfrak {A}}}, sodass {\displaystyle \mathbb {N} {\mathfrak {A}}=\sigma ^{\vee }\cap \mathbb {Z} ^{3}} gilt.
Man erhält
{\displaystyle {\mathfrak {A}}=\left\{\left({\begin{array}{c}1\\0\\0\\\end{array}}\right)\left({\begin{array}{c}0\\1\\0\\\end{array}}\right)\left({\begin{array}{c}0\\0\\1\\\end{array}}\right)\left({\begin{array}{c}1\\1\\-1\\\end{array}}\right)\left({\begin{array}{c}2\\0\\-1\\\end{array}}\right)\left({\begin{array}{c}0\\2\\-1\\\end{array}}\right)\right\}}.
Damit ist die torische Varietät {\displaystyle V} zum Kegel {\displaystyle \sigma } gegeben als {\displaystyle V={\text{Specm}}(\mathbb {C} [S])={\overline {{\text{Im}}(\Phi _{\mathfrak {A}})}}}, wobei
{\displaystyle \Phi _{\mathfrak {A}}:(\mathbb {C} ^{*})^{3}\rightarrow \mathbb {C} ^{6},\quad (t_{1},t_{2},t_{3})\mapsto (t_{1},t_{2},t_{3},t_{1}t_{2}t_{3}^{-1},t_{1}^{2}t_{3}^{-1},t_{2}^{2}t_{3}^{-1})}.
Es lässt berechnen, dass das Verschwindungsideal von folgender Form ist: {\displaystyle I(V)=\langle x_{3}x_{4}-x_{1}x_{2},x_{3}x_{5}-x_{1}^{2},x_{3}x_{6}-x_{2}^{2}\rangle \subset \mathbb {C} [x_{1},\dots ,x_{6}]}.

## Konstruktion projektiver torischer Varietäten
Es sei {\displaystyle \pi \colon \mathbb {C} ^{s-1}\setminus \{0\}\rightarrow \mathbb {P} _{\mathbb {C} }^{s-1}} die Quotientenabbildung. Wie im affinen Fall betrachtet man eine Torus {\displaystyle T} mit Charaktergitter {\displaystyle M} und eine endliche Teilmenge {\displaystyle {\mathfrak {A}}=\{m_{1},\dots ,m_{s}\}\subseteq M}. Die Abbildung {\displaystyle \Phi _{\mathfrak {A}}} kann auch als Abbildung nach {\displaystyle (\mathbb {C} ^{*})^{s}} aufgefasst werden:
{\displaystyle \Phi _{\mathfrak {A}}:T\rightarrow (\mathbb {C} ^{*})^{s},\quad t\mapsto (\chi ^{m_{1}}(t),\dots ,\chi ^{m_{s}}(t))}.
Dann ist Zariski-Abschluss des Bildes der Abbildung {\displaystyle \pi \circ \Phi _{\mathfrak {A}}}  eine projektive torische Varietät {\displaystyle X_{\mathfrak {A}}:={\overline {{\text{Im}}(\pi \circ \Phi _{\mathfrak {A}})}}\subseteq \mathbb {P} _{\mathbb {C} }^{s-1}}.

### Verschwindungsideal projektiver torischer Varietäten
Sei {\displaystyle X_{\mathfrak {A}}} wie oben gegeben und {\displaystyle {\hat {\Phi }}_{\mathfrak {A}}:\mathbb {Z} ^{s}\rightarrow M,\quad e_{i}\mapsto m_{i}} die induzierte Abbildung zwischen den Gitter, {\displaystyle L:={\text{ker}}({\hat {\Phi }}_{\mathfrak {A}})} der Kern dieser Abbildung. {\displaystyle I_{L}} ist genau dann das Verschwindungsideal von {\displaystyle X_{\mathfrak {A}}}, falls {\displaystyle I_{L}} homogen ist.

### Torische Varietäten aus Gitterpolytopen
Sei {\displaystyle M} ein Gitter. Ein Polytop {\displaystyle P} heißt Gitterpolytop, falls es die konvexe Hülle einer Teilmenge {\displaystyle S\subseteq M} ist, also
{\displaystyle P={\text{conv}}(S)=\left\{\sum _{u\in S}\lambda _{u}u:\lambda _{u}\geq 0,\sum _{u\in S}\lambda _{u}=1\right\}}.
Ein Gitterpolytop heißt sehr ampel, wenn für alle Ecken {\displaystyle m\in P} die Halbgruppe {\displaystyle S=\mathbb {N} (P\cap M-m)=\mathbb {N} \{m'-m:m'\in P\cap M\}} gesättigt ist, d. h., aus {\displaystyle ks\in S} folgt schon {\displaystyle s\in S} für jedes {\displaystyle 0\neq k\in \mathbb {N} }.
Für ein sehr amples Gitterpolytop {\displaystyle P\subseteq M} mit {\displaystyle {\text{dim}}(P)={\text{rang}}(M)} wählt man {\displaystyle {\mathfrak {A}}:=P\cap M} und erhält eine torische Varietät {\displaystyle X_{\mathfrak {A}}}. Für ein allgemeines Gitterpolytop {\displaystyle P'} von maximaler Dimension lässt sich zeigen, dass ein {\displaystyle k\in \mathbb {N} } existiert, sodass {\displaystyle kP'} sehr ampel ist. Die torische Varietät zu {\displaystyle P'} ist dann definiert als {\displaystyle X_{(kP')\cap M}}.

## Eigenschaften projektiver torischer Varietäten
Sei {\displaystyle P={\text{conv}}(m_{1},\dots ,m_{s})\subseteq M\otimes _{\mathbb {Z} }\mathbb {R} } ein Gitterpolytop von maximaler Dimension und {\displaystyle X_{P\cap M}\subseteq \mathbb {P} _{\mathbb {C} }^{s-1}} die zugehörige Varietät. Bezeichne mit {\displaystyle \mathbb {C} ^{s-1}\cong U_{i}=\mathbb {P} _{\mathbb {C} }^{s-1}\setminus V(x_{i})} die affinen Karten von {\displaystyle \mathbb {P} _{\mathbb {C} }^{s-1}}.
1. Es gilt: {\displaystyle X_{P\cap M}\cap U_{i}=U_{\sigma _{i}}={\text{Specm}}(\mathbb {C} [\sigma _{i}^{\vee }\cap M])}, wobei {\displaystyle \sigma _{i}={\text{cone}}(P\cap M-m_{i})^{\vee }\subseteq N\otimes \mathbb {R} }.[18] Man erhält also für jede Ecke des Polytops einen affinen Teil der projektiven Varietät. Betrachtet man  den sogenannten normal fan zum Polytop {\displaystyle P} enthält dieser bereits alle Informationen über die Struktur von {\displaystyle X_{P\cap M}}, ohne dass eine Einbettung in {\displaystyle \mathbb {P} _{\mathbb {C} }^{s-1}} nötig wäre. Dies führt zum Begriff der abstrakten Varietät.[17]
2. Die Varietät {\displaystyle X_{P\cap M}} ist genau dann glatt, wenn {\displaystyle P} ein glattes Polytop ist. Dabei heißt ein Polytop {\displaystyle P} glatt, wenn die Erzeuger der Strahlen {\displaystyle {\text{cone}}(E-v)} eine Teilmenge einer Basis von {\displaystyle M} bilden, wobei {\displaystyle E} eine Seite von {\displaystyle P} ist, die {\displaystyle v} enthält.[19]

### Monographien und Lehrbücher
- David A. Cox, John B. Little, Henry K. Schenck: Toric varieties. American Mathematical Society, Providence 2011, ISBN 978-0-8218-4819-7.
- Günter Ewald: Combinatorial convexity and algebraic geometry. Springer, New York 1996, ISBN 0-387-94755-8.
- William Fulton: Introduction to toric varieties. Princeton University Press, Princeton, NJ. 1993, ISBN 0-691-03332-3.
- Tadao Oda: Convex bodies and algebraic geometry : an introduction to the theory of toric varieties. Springer, Berlin, 1988, ISBN 3-540-17600-4, SUB Göttingen.
- Tadao Oda: Lectures on Torus Embeddings and Applications. Springer, Berlin 1978, ISBN 3-540-08852-0.
- George R. Kempf, Finn Faye Knudsen, David B. Mumford, B. Saint-Donat: Toroidal Embeddings I. Springer, Berlin 1973, ISBN 978-3-540-06432-9.

### Originalpublikationen
- Jean-Luc Brylinski: Eventails et variétés toriques. In: Séminaire sur les singularités des surfaces Springer, Berlin 1980, ISBN 3-540-09746-5.
- V.I. Danilov: The geometry of toric varieties. Russian Math. Surveys 33:2, 1978, S. 97–154 (PDF; 2,9 MB).

### Vorlesungen und Vorlesungsskripte
- Jürgen Hausen: A video course on toric varieties. Tübingen 2020, (Toric Varieties auf YouTube, PDF).
- David A. Cox: Lectures on Toric Varieties. Hanoi 2005, (PDF).
- David A. Cox: What is a Toric Variety? Workshop on Algebraic Geometry and Geometric Modeling, Vilnius 2003, (PDF Skript, PDF Folien).
- Ludger Kaup: Vorlesungen über Torische Varietäten. Konstanzer Schriften in Mathematik und Informatik, Nr. 130, Fassung vom Frühjahr 2002, ISSN 1430-3558, (PDF).
- Jean-Paul Brasselet: Introduction to toric varieties. Impa, Marseille 2001, (PDF).
- David A. Cox: Minicourse on Toric Varieties. Buenos Aires 2001, (PDF).